# Caianello
Caianello est une commune italienne de la province de Caserte, dans la région Campanie.

## Administration
| Période                                  | Période | Identité      | Étiquette    | Qualité |
| ---------------------------------------- | ------- | ------------- | ------------ | ------- |
| 25/05/2014                               | -       | Marino Feroce | Lista Civica |         |
| Les données manquantes sont à compléter. |         |               |              |         |

### Communes limitrophes
Marzano Appio, Roccamonfina, Teano, Vairano Patenora